# ShotCode
ShotCode es un código de barras circular creado por High Energy Magic, de la Universidad de Cambridge.
Usa un círculo similar a una diana, con un punto en el centro y círculos de datos (datacircles) en torno a él. Mediante el ángulo y la distancia de los círculos de datos al centro quedan codificados los datos.
Los ShotCodes están diseñados para poder leerse con cualquier cámara, incluidas las de los teléfonos móviles y las webcams, sin necesidad de ningún hardware específico. Y además, gracias a su diseño circular al software le es posible detectar el ańgulo desde el que el ShotCode es leído. Se diferencian de los códigos de barras matriciales en que no almacenan directamente datos, sino que almacenan una clave de 49 bits. En un servidor se guardan las relaciones entre esas claves de 49 bits y una URL, por lo que el dispositivo, tras leer el ShotCode, se conectará al servidor, obtendrá la URL en cuestión, y a continuación leerá de allí los datos relacionados con el ShotCode.

## Historia
Los ShotCode se crearon en 1999 en la Universidad de Cambridge, mientras se investigaba en un sistema de bajo coste basado en visión artificial para seguimiento de localizaciones y que acabó dando lugar a TRIPCode.
Se ha utilizado para el seguimiento en tiempo real con webcams de TRIPCode impresos. Además, en Cambridge tenían otro interés: leer códigos de barras con cámaras de teléfonos móviles, para lo que usaron TRIPCode en un código de barras redondo llamado SpotCode. High Energy Magic se fundó en 2003 con la finalidad de comercializar la investigación generada en el Laboratorio de Computadores y en el Laboratorio de Ingeniería de Comunicaciones de la Universidad de Cambridge. Bango.net, utilizaba SpotCode en sus anuncios en el 2004. En 2005 High Energy Magic Ltd. vendió por completo SpotCode IPR a OP3, tras lo cual, cambiaron el nombre de SpotCode a ShotCode. Heineken ha sido la primera empresa en usar oficialmente esta tecnología.